# Ricard Martí Aguiló
Ricard Martí Aguiló (Barcelona, 7 de febrer de 1857 - Barcelona, 3 de gener de 1935) fou un pintor d'obra no gaire valorada, potser eclipsada per la del seu pare, el també pintor Ramon Martí Alsina. No només va exercir com a pintor, sinó que també va fer de fotògraf amateur al poble de Cadaqués. Com a detall anecdòtic, es diu que una de les seves creacions, un dibuix, es trobava en una de les cases on va viure Pablo Picasso.

## Vida personal
Ricard va néixer al Passatge de Madoz de Barcelona, fou el cinquè fill del pintor Ramón Martí Alsina i de la seva primera esposa, Carlota Aguiló i Moreu. Camil, Carlota, Ana i Ramona eren els noms dels seus germans. Del segon matrimoni del seu pare amb Francisca Chillida tingué altres tres fills més: Ramon, Enric i Emília.
Es casà amb Concepció Cabot i Bauet amb la qual tingué dos fills, Narcís (nascut el 1889) i Carles (nascut el 1891). El primer morí solter, el segon es doctorà en medicina.
Ricard va viure la major part de la seva vida a Barcelona, on va establir la seva residència a carrers com Còrsega i Pau Claris amb Passeig de Gràcia, on va viure fins a la seva mort.
El funeral se celebrà a l'església de Nostre Senyora de Pompeia (Diagonal, 450), i fou enterrat al Cementiri de Poblenou.

## Formació i ofici
Segons algunes de les fonts consultades, es diu que Ricard es va matricular a l'Escola d'Arts de la Llotja de Mar mentre el seu pare era professor, suposadament uns anys més tard que el seu germà Camil. Cal dir que aquesta informació no consta en els arxius facilitats per l'Acadèmia, motiu de pes per pensar que mai va formar part d'ella i, per tant, és probable que el propi pare donés classes privades al seu fill dins el seu taller, ja que Martí Alsina es va encarregar dels estudis de Ricard. Aquest es va especialitzar en pintura de flors, seguint l'estil del seu pare, però no amb el mateix reconeixement en les seves obres. Va practicar el dibuix i es va dedicar a l'ensenyança artística a Passeig de Gràcia, on ell i els seus deixebles van seguir la línia de Martí Alsina. Es té constància que l'any 1913 les seves alumnes van fer una exposició de treballs a la casa Esteva de Barcelona i es coneixem com a mínim els noms de les pintores Carme Balmas, Maria Benavent, Maria Condeminas de Rosich, Margarida Manresa i Montserrat Planella.

## La seva pintura
Com a pintor de flors, va adquirir un domini complet del tema i va pintar apreciables teles amb discreció i bon gust. També va pintar marines, gairebé sempre tempestuoses sota un cel gris. Acostumava a firmar les seves teles amb el nom de «R. Martí y A.», motiu pel qual les seves obres han sigut algunes vegades confoses amb les del seu pare Ramon, tot i la gran diferència de qualitats pictòriques entre l'un i l'altre.

## Secretari i recopilador de la vida del pare
Ricard Martí Aguiló va tenir una actuació molt important com a secretari i recopilador de tots els papers que tenien a veure amb el seu difunt pare. Va guardar en el seu poder 172 treballs d'ell, i va recollir tots els papers i en va fer un arxiu amb l'objectiu que el nom del seu progenitor perdurés de generació en generació. Aquesta documentació fou dipositada al MNAC. Ricard Martí, net del pintor, és el propietari d'aquest dipòsit públic. També va continuar mantenint el taller d'aquest, adquirit per Martí Alsina l'any 1856. El local estava situat a prop de la Plaça Reial, on es trobaven pintors com Vayreda, Torrescassana o Urgell, i intel·lectuals com Ildefons Cerdà o Narcís. Ricard començà a fer-se càrrec de la propietat a la mort del pare.

## Problemes amb l'herència familiar
Ricard Martí Aguiló es va trobar amb altres problemes relacionats amb els deutes que va deixar el seu pare com, per exemple, una demanda de la senyora Josefa Soler (20 d'octubre de 1915), a qui, com a hereu del pintor, li reclamava 15.000 pessetes. L'advocat Vidal Tarrago li va dir que tot s'acabaria mitjançant el pagament de 2.100 (28 de gener de 1916). Ricard va comparèixer amb el procurador Miguel Pons i Pons davant l'acusació, però s'oposà a l'embargament de béns amb els quals l'amenaçava la senyora Soler, atès que aquesta amenaça anava dirigida als hereus, i ni ell ni les seves germanes (Anita i Ramona) ho eren, ja que havien renunciat a l'herència en benefici dels seus germans petits el 27 de desembre de 1892. Per aquest motiu, l'advocat D. Joan Vidal i Valls i el procurador van arribar a la conclusió que la senyora Soler només volia venjar-se i molestar i, per tant, es va demanar que s'aixequés la denúncia. Pel que fa a la informació sobre Francisca Chillida, hi ha diversos papers de caràcter administratiu: rebuts de lloguer del pis del carrer Luis Antúnez número 7, 4t 1a, del col·legi dels germans petits, de serveis mèdics, etc., i pràcticament tot ho pagava Ricard. També hi ha altres papers com cartes que demostren el grau de relació íntima que hi havia entre les famílies Martí-Aguiló i Martí-Chillida, atès que la primera família del pintor va ajudar a subsistir a la segona.

## La nissaga dels Martí i Argentona
Concepció Cabot i Bauet, dona d'en Ricard, era la propietària del mas Castells d'Argentona, indret vacacional de la família. Avui dia és la propietat dels descendents del seu fill petit Carles. L'any 2005 es feu a Argentona l'homenatge i l'exposició a Ramón Martí Alsina. Gràcies a aquesta i a la publicació d'un llibre, es van divulgar quatre postals amb temes d'Argentona, una amb dibuix original signat per Ricard Martí, i les altres tres originals de Carles Martí i Cabot.

## El mas Castells
Situat al veïnat de la Pujada, del municipi d'Argentona, està format per diverses cases adossades amb la teulada a dos vessants, la de l'extrem nord era la casa dels amos, les altres, dels masovers. Avui en dia l'estat és d'abandó. La casa bastida dalt d'un turó, al seu costat dos torrents, en un les grans basses voltades d'arbres centenaris i, a l'altre, la bassa petita, dit del safareig de baix o dels plàtans.
|  |  |

## Ricard, model de Martí Alsina
Tant Ricard com els seus germans van modelar per al seu pare. Aquestes són dues obres en les que podem veure a Ricard posant: 
|  |  |

## Exposicions
- Concurs-Exposició de pintura Jove, convocat anualment per la Sala Parés de Barcelona, 1880.
- Exposició de Vilanova i la Geltrú, 1882.
- Galeria Parés, Barcelona. Primera exposició de Belles Arts inaugurada el Gener de 1884 per SS.AA.RR. D. Adalberto de Baviera i Maria de la Paz.
- Exposició Universal de Barcelona de 1888. Catàleg especial de les obres de Pintura, Dibuixos, Gravats, Litografies, Aquarel·les, etc. Escultura i Arquitectura exposades dins del Palau de Belles Arts. Obres de l'Escola Superior d'Arquitectura de Barcelona.
- Exposició Universal de Barcelona de 1888. Palau de Belles Arts, Barcelona.
- Catàleg de General Belles Arts, 1891. Palau de Belles Arts, Barcelona.
- Exposició d'Art de Barcelona, 1892.
- Exposició Extraordinària d'Art. Sala Parés de Barcelona, 1893.
- Exposició d'Art a l'Ateneu Barcelonès, 1893.
- Ajuntament Constitucional de Barcelona. Catàleg de General de Belles Arts,1894. Palau de Belles Arts de Barcelona.
- Exposició de Plantes i Flors, Barcelona, 1895.
- Ajuntament Constitucional de Barcelona. Catàleg il·lustrat de Belles Arts i Indústries Artístiques, 1896.
- Ajuntament de Barcelona. IV. Exposició de Belles i Indústries. Escola d'Arts i Oficis de Torrelavega, 1897.
- Exposició d'Art de Barcelona, 1898.
- Exposició d'Art, Sala Parés de Barcelona, Juny de 1903.
- Exposició de la Societat Nacional de Belles Arts, Sala Parés de Barcelona, Maig de 1904.
- Exposició Nacional Espanyola, Mèxic, 1910.
- Exposició d'Art, Sala Parés, Juny de 1910.
- Exposició internacional d'Art: Barcelona, MCMXI: catàleg oficial, [abril]. Barcelona: Comissió Organitzadora, 1911.
- Exposició d'Art, Sala Parés de Barcelona, Març de 1912.
- Exposició Internacional de Barcelona, 1929. Exposició Internacional de Pintura, Escultura, Dibuix i Gravat. Catàleg de la Secció Espanyola (primera sèrie). Barcelona: Junta de Museus, 1929.
- Exposició Internacional de pintura, escultura, dibuix i gravat. Catàleg de la Secció Espanyola (segona Sèrie). Barcelona: [Direcció General de Belles Arts; Ministeri d'Instrucció Pública], 1929 (Barcelona: Herma A. G.)

## Premis
- Medalla de progrés en l'Exposició de Vilanova i la Geltrú de 1882.
- Medalla d'or en l'Exposició de Belles Arts de Barcelona de 1891.
- Medalla de bronze en l'Exposició Nacional de 1892.
- Medalla d'or en l'Exposició de Flors de 1895.
- Medalla de bronze en l'Exposició de Belles Arts de 1896.
- Medalla de bronze en l'Exposició Espanyola de Mèxic de 1910.

## Obres
L'obra de Ricard va estar profundament influenciada pel seu entorn social, tot i que va viure a l'ombra del seu pare Ramon Martí Alsina. Per una part, Ricard destaca en especial per la proximitat al municipi català d'Argentona. El fet que la seva dona fos hereva d'una de les masies més antigues de la localitat va propiciar l'aparició d'aquest entorn rural a l'obra del seu marit. Les composicions naturalistes, herència d'un romanticisme tardà, retraten amb gran precisió la flora i fauna pròpies d'aquell lloc. A més, el fet que Ricard pintés la riera d'Argentona en dos ocasions y en hores diferents probablement indica la importància d'aquests camins. No obstant això, la seva obra també és plena de natures mortes (una temàtica característica de l'època) que ens fan tornar a avaluar si realment va acabar estudiant a la Llotja, encara que no hi hagi cap registre que ho confirmi, o si va ser el seu pare qui el va ensenyar. D'altra banda, la sòlida presència de la temàtica mediterrània y marítima en les seves composicions reafirmen la influència pictòrica del realisme de l'època. Però Ricard, tot i la seva tendència a la representació de situacions més naturalistes, també va realitzar pintura de retrats (Una joven, Verema) i en va produir diversos estudis del natural. Malauradament, encara que la seva obra sembla abundant, moltes de les seves creacions manquen de datació i/o títol, fet que dificulta la seva catalogació.

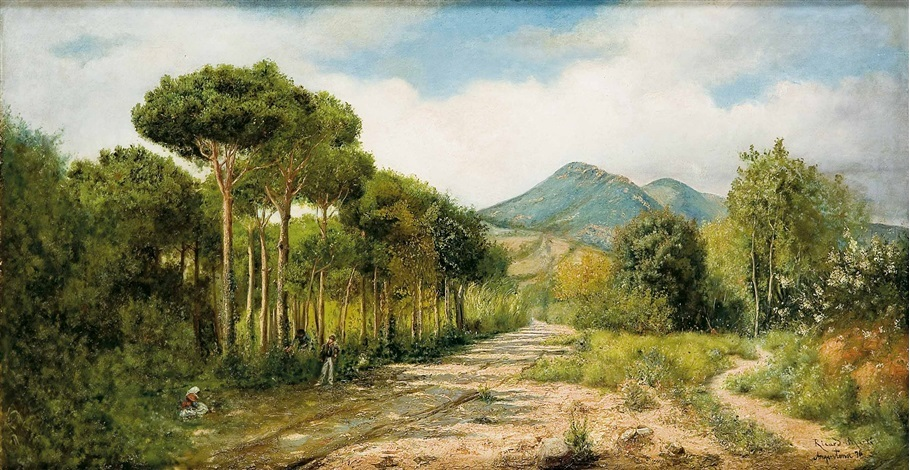
Paisaje de Argentona, 1876
Marina, 1877 (subhastada en una rifa a benefici del pintor Padró).
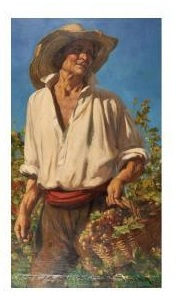
Vendimia, 1882
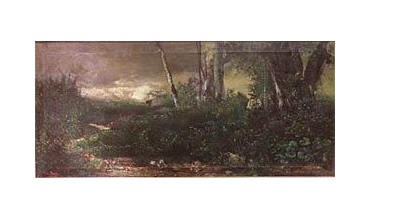
Argentona, 1883
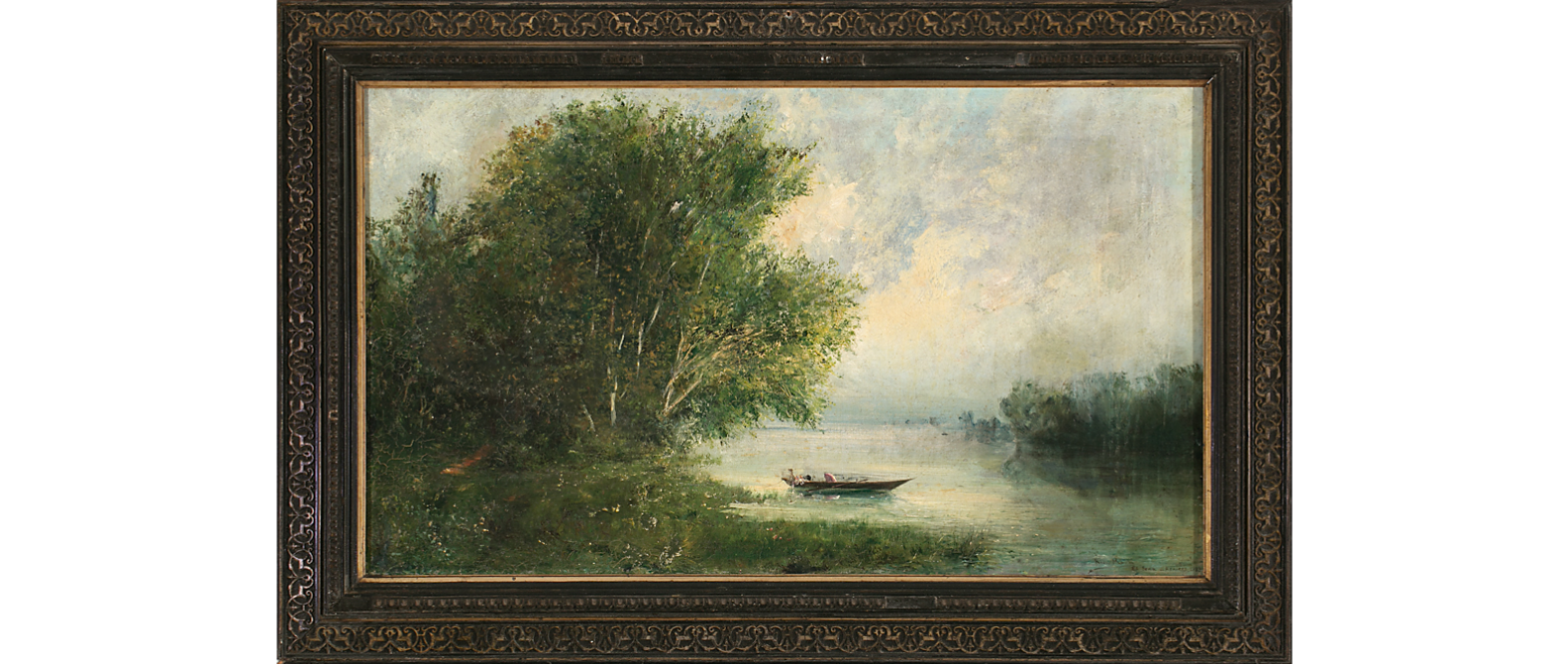
El Sena, 1883
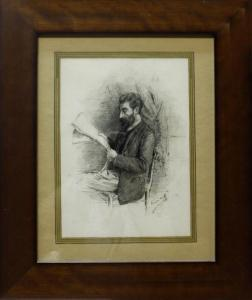
Retrato Masculino, 1884
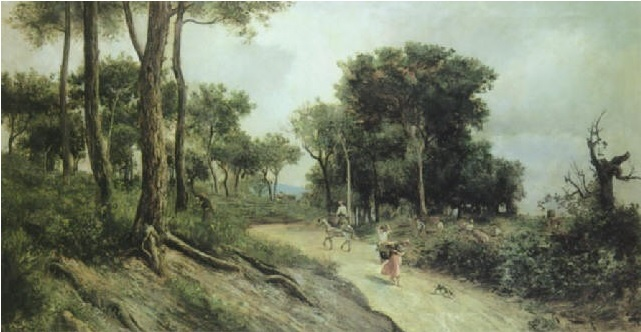
Paisaje con campesinos (Argentona), 1886
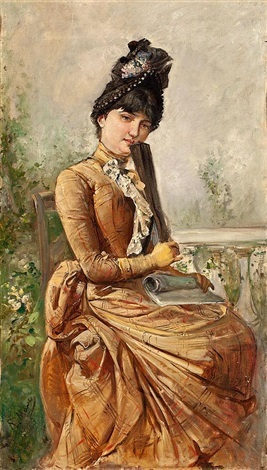
Una joven, 1886
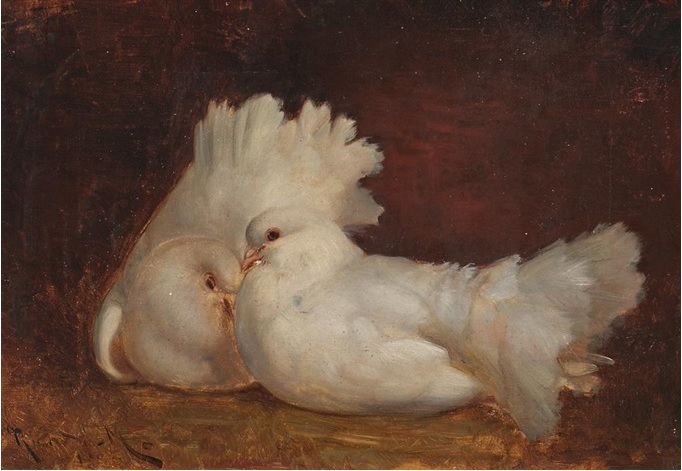
Palomas, 1886
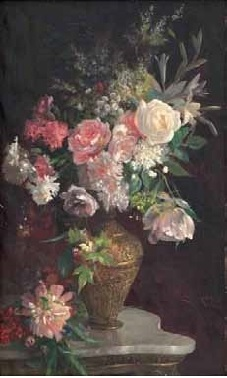
Florero, 1886
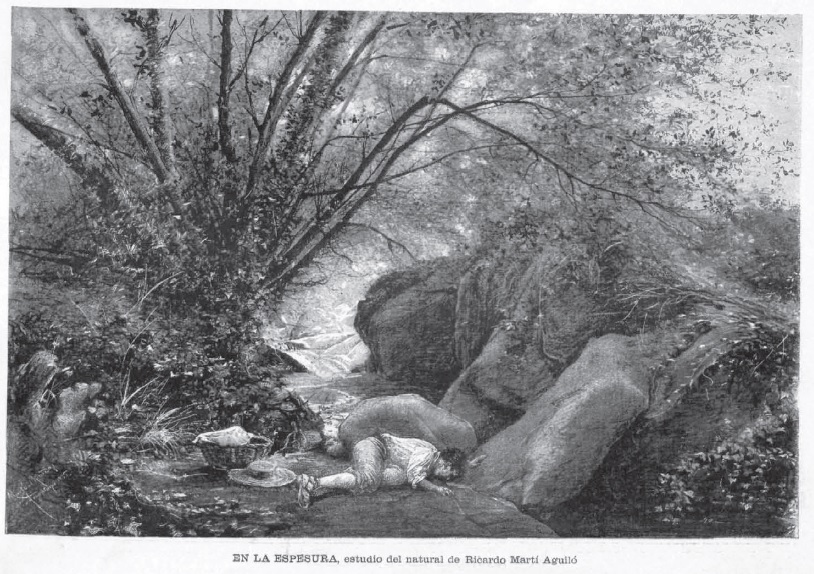
En la espesura, estudio del natural (Ilustración Artística), 1886
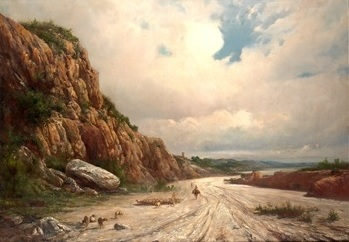
Riera de Argentona I, 1888
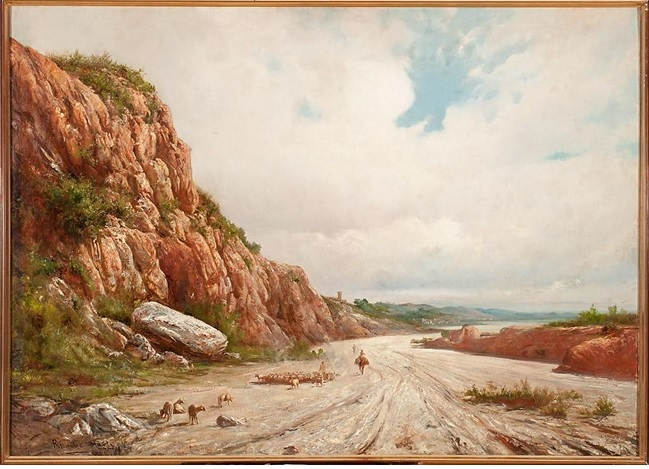
Riera de Argentona II, 1888
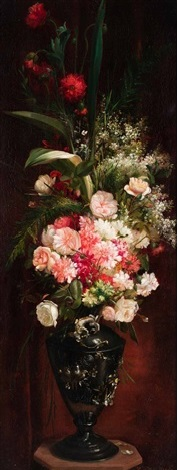
Bodegón con flores sobre repisa de madera, 1892
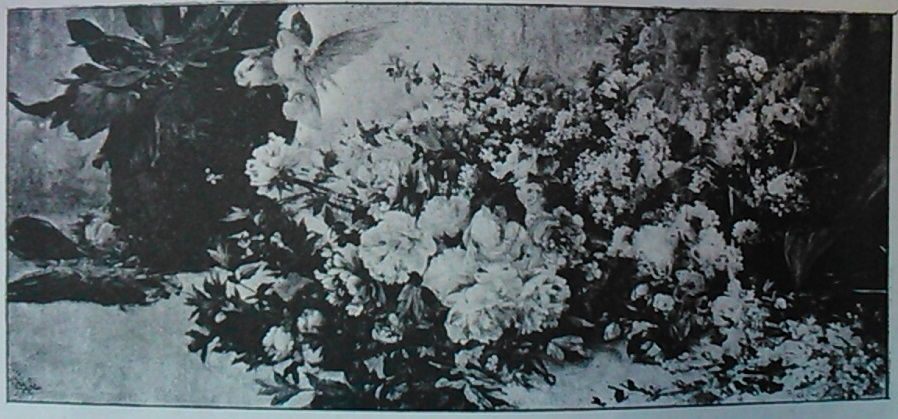
Flores al aire libre (Manifestación Artística del Ateneo Barcelonés), 1893
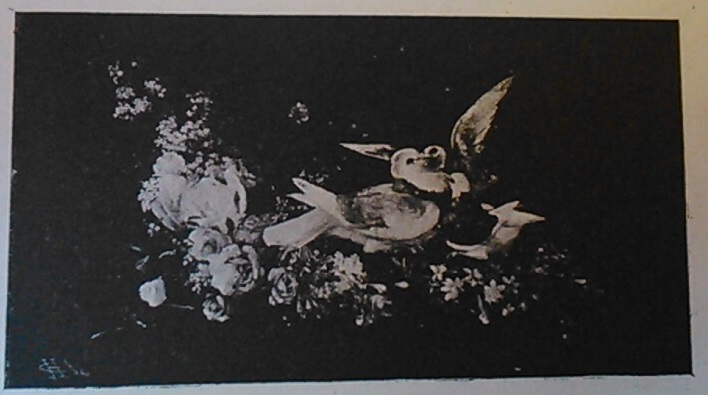
Almohadón (Manifestación Artística del Ateneo Barcelonés), 1893
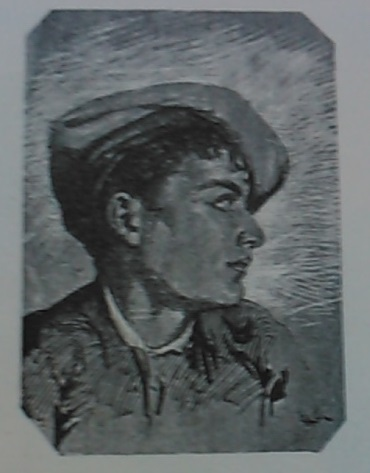
Estudios (Manifestación Artística del Ateneo Barcelonés), 1893
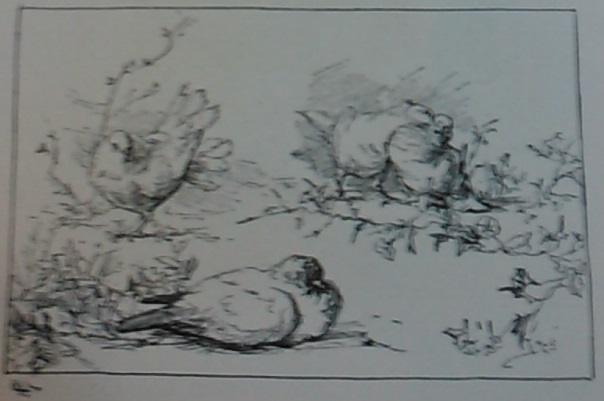
Estudi II
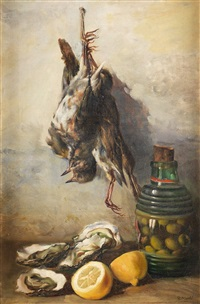
Bodegón con caza muerta y ostras, 1894
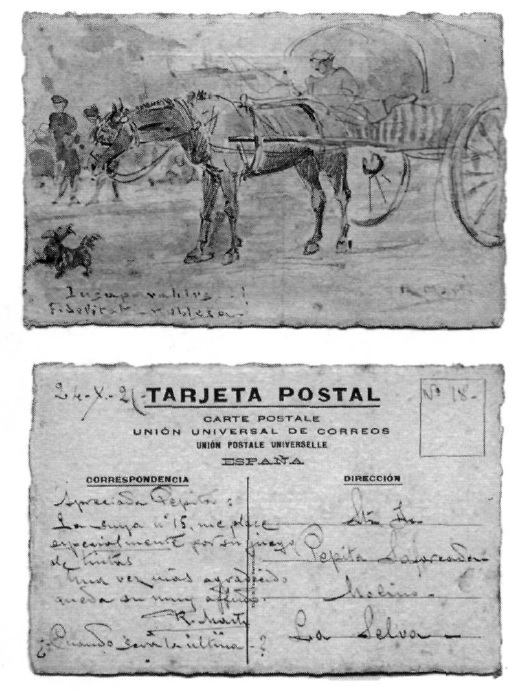
Inseparables...fidelidat i noblesa, 21 octubre 1921
El Mar (Exposició Internacional de Belles Arts), 1929
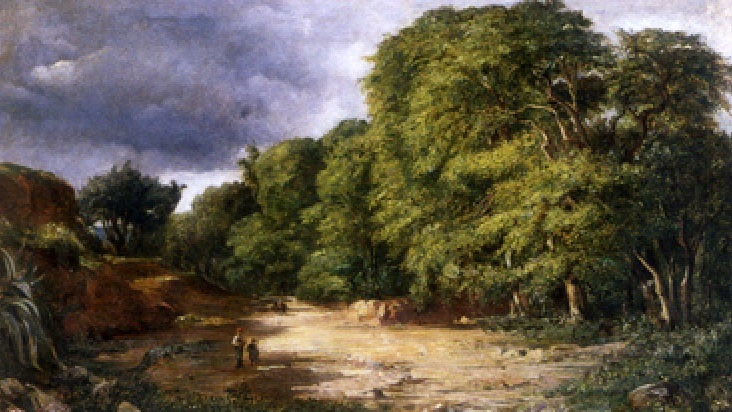
Paisaje con campesinos
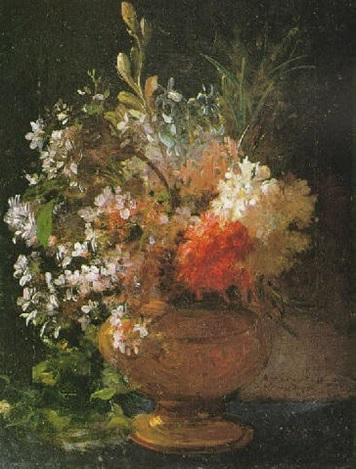
Bodegón de flores I
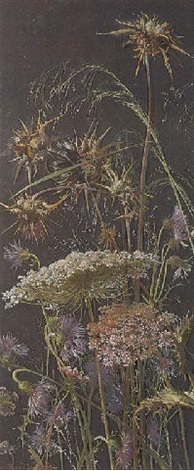
Bodegón de flores II
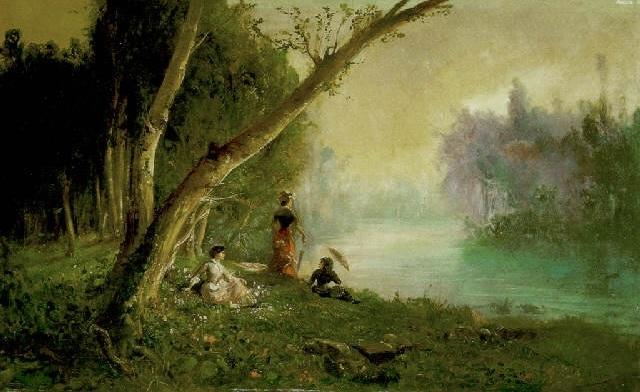
Damas con sombrillas a la orilla del río
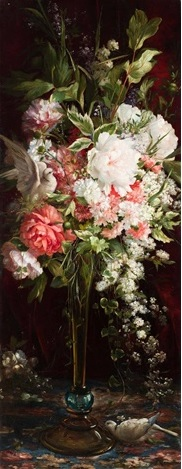
Bodegón con jarrón de flores y tórtolas
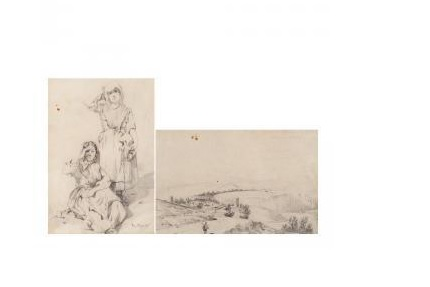
Campesinas y paisaje
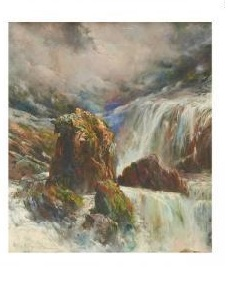
Altos Pirineos Franceses
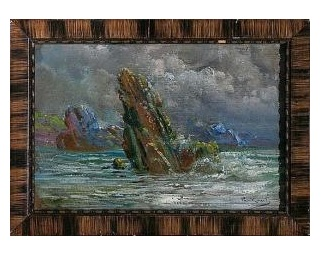
Apuntes de paisaje
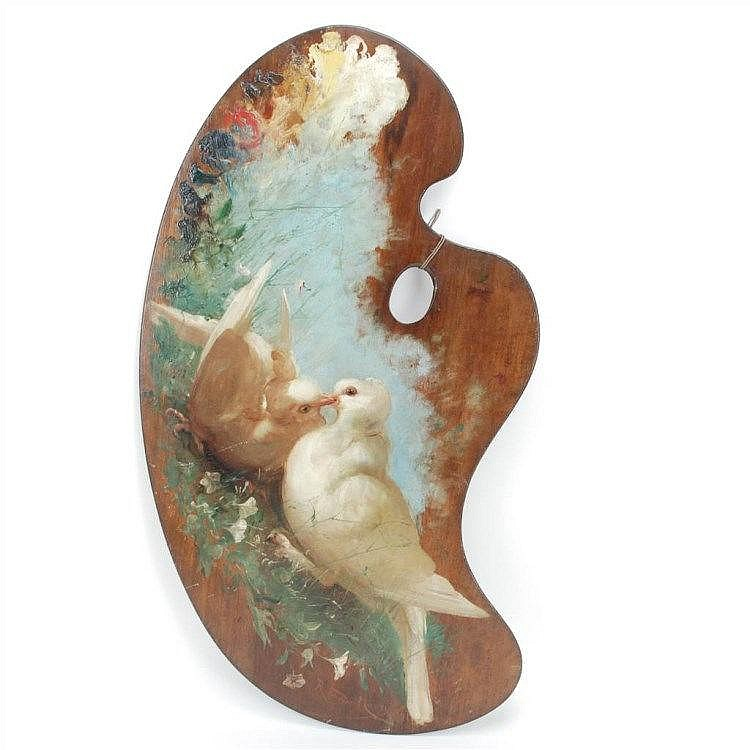
Palomas, óleo sobre paleta de pintor
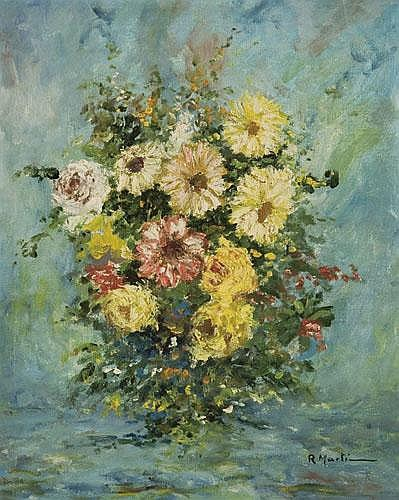
Vista de Marina
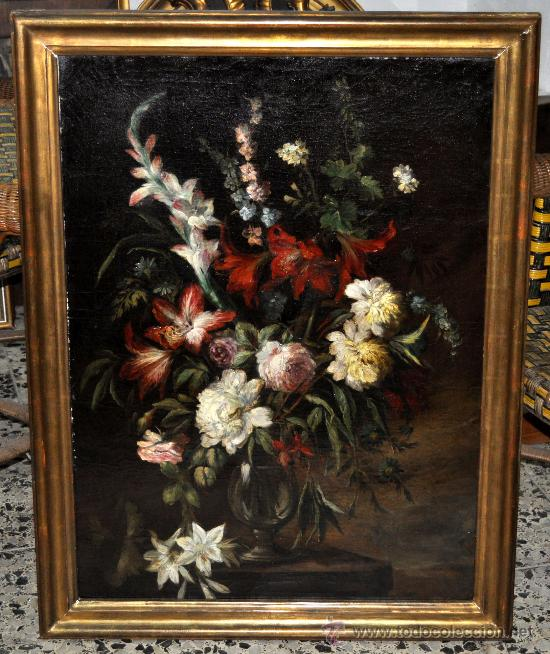
Bodegón
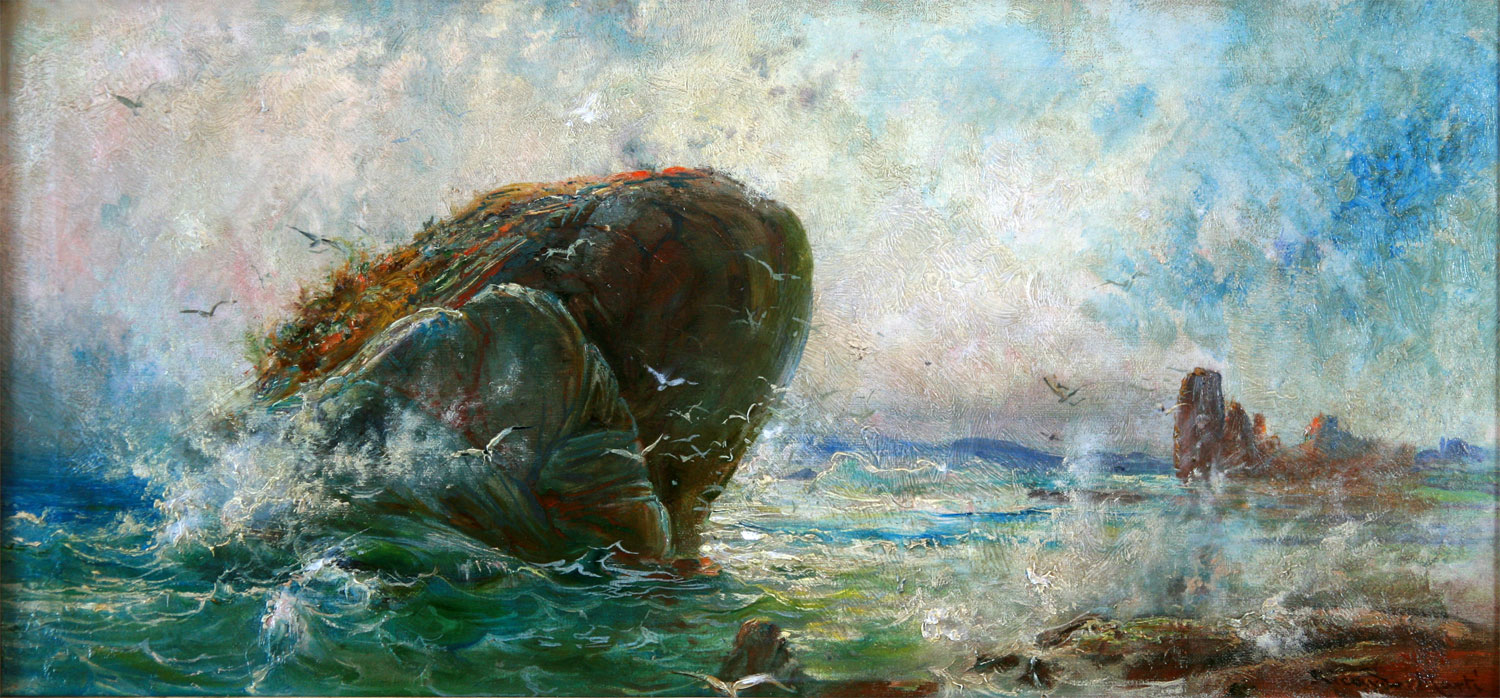
Sense títol. Marina I
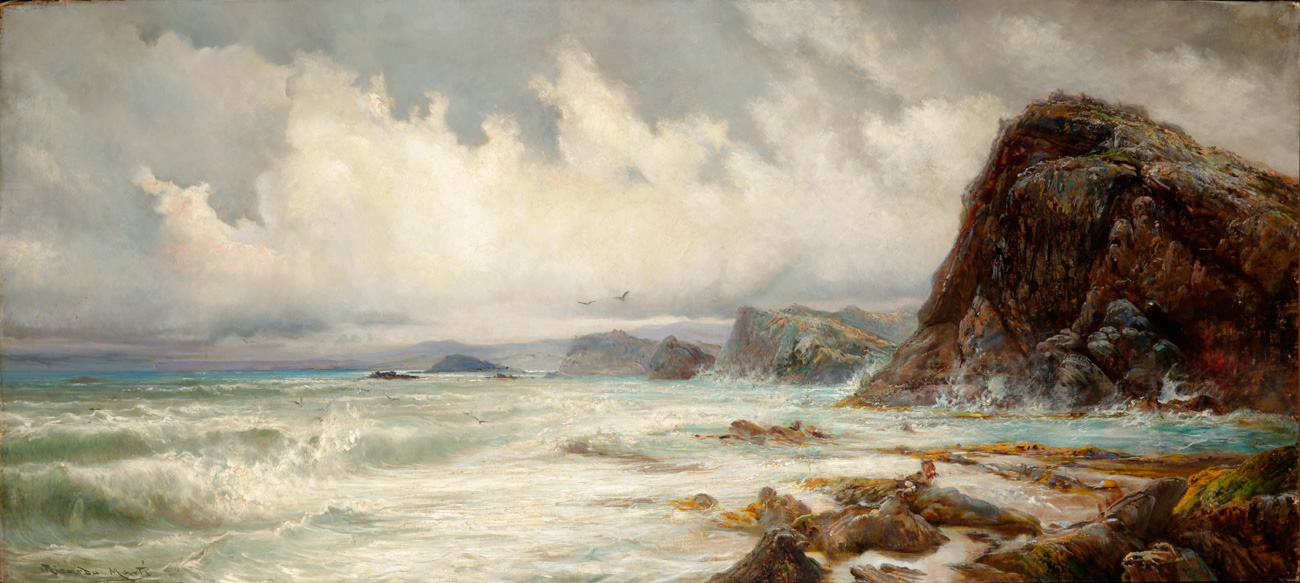
Sense títol. Marina
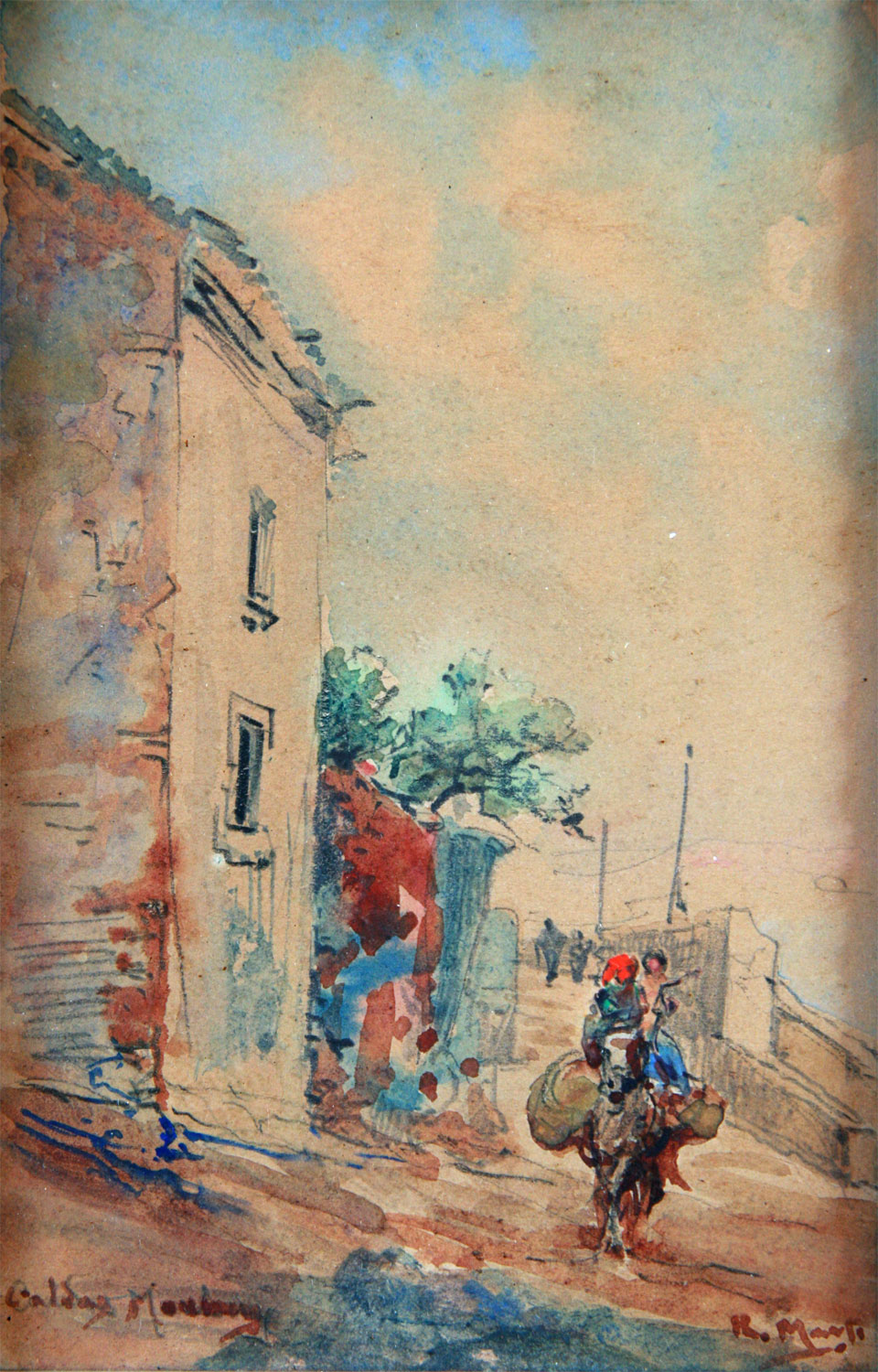
Sense títol. Poble
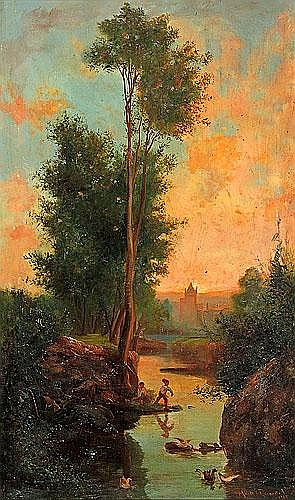
Sense títol. Naturalesa
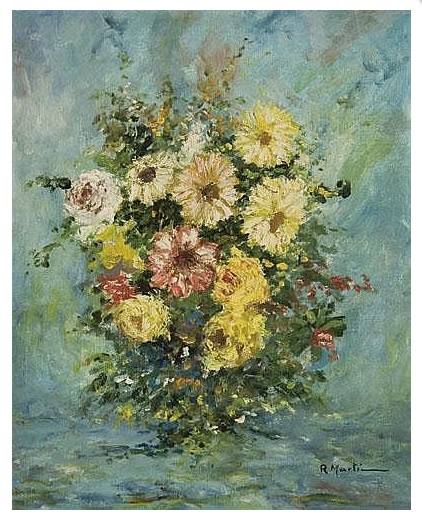
Sense títol I.
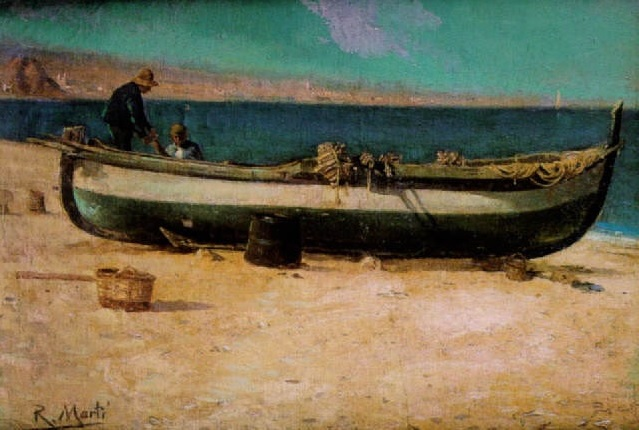
Pescadores en la playa
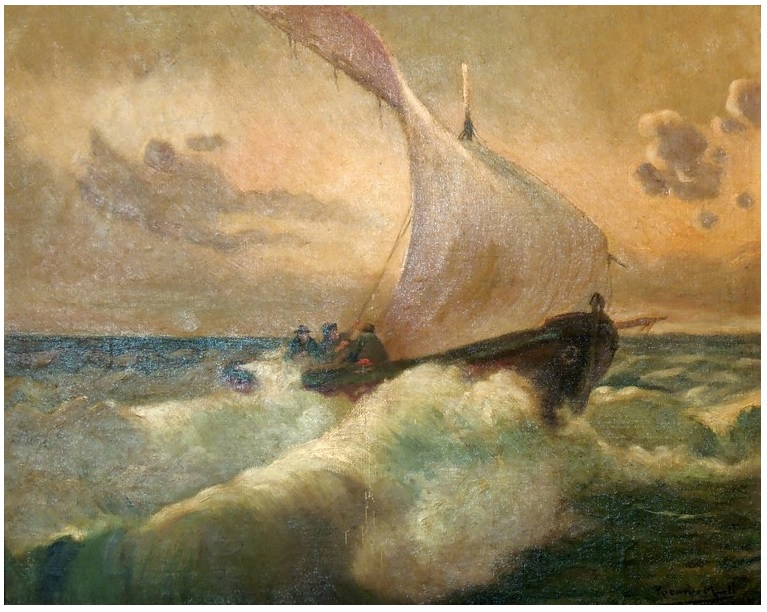
Tempestad
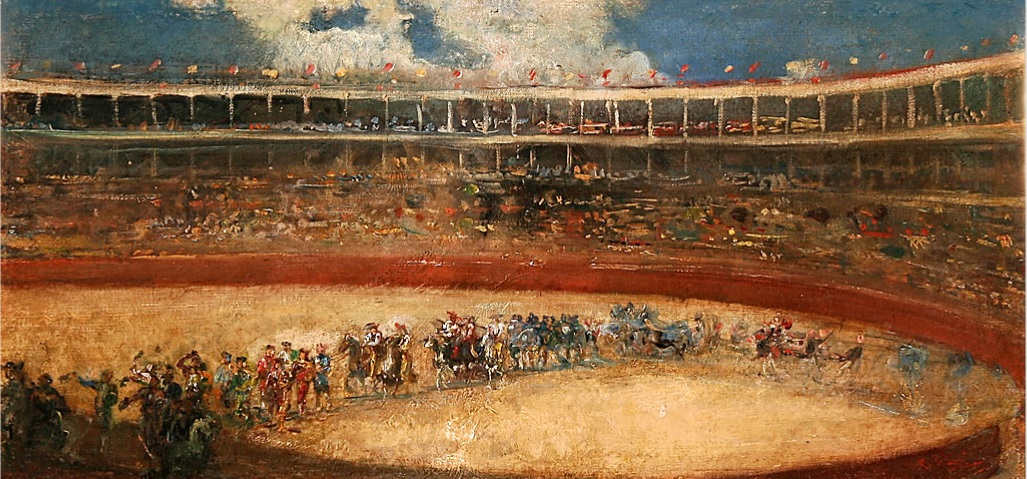
Salida al ruedo
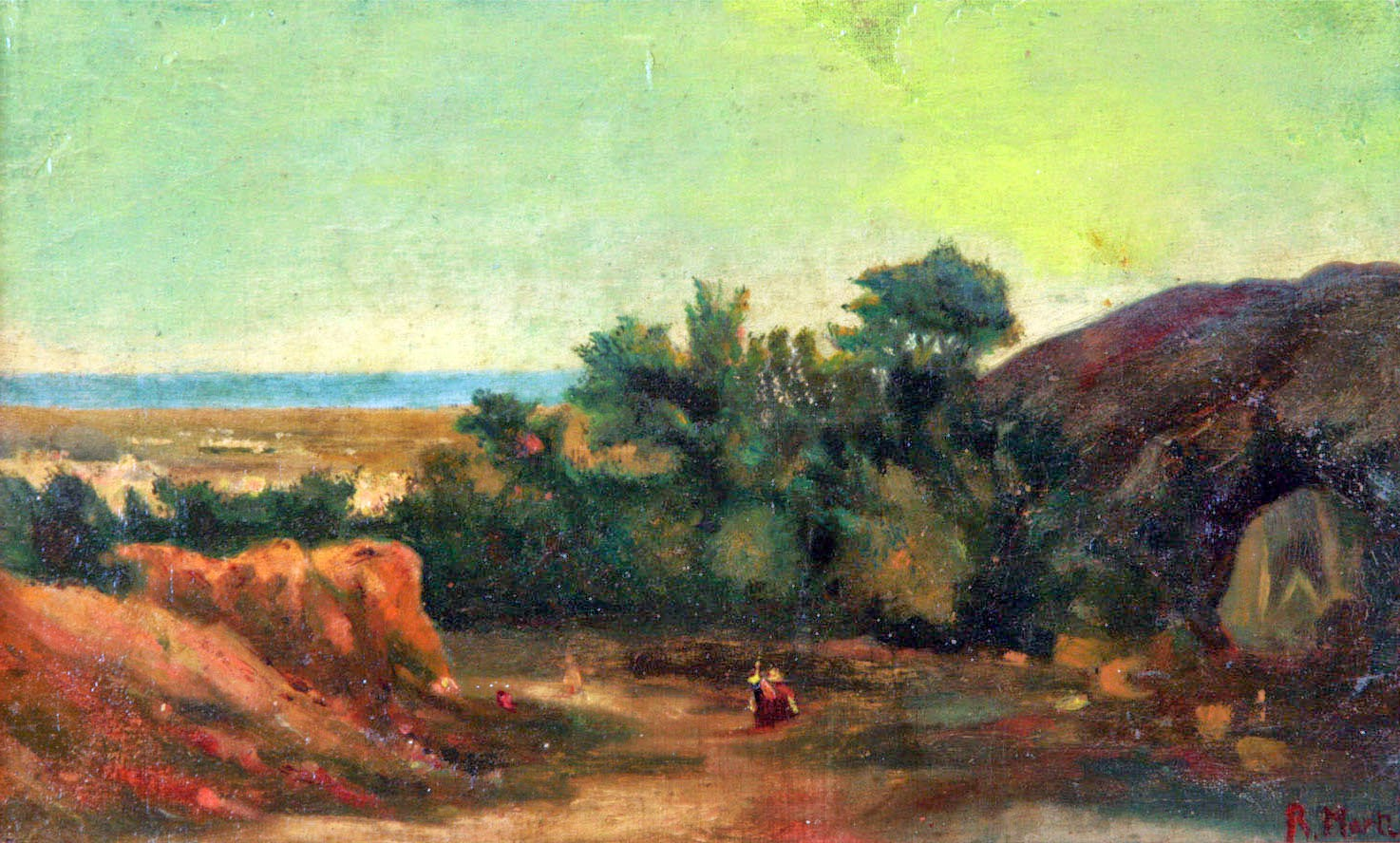
Sense títol. Naturalesa II
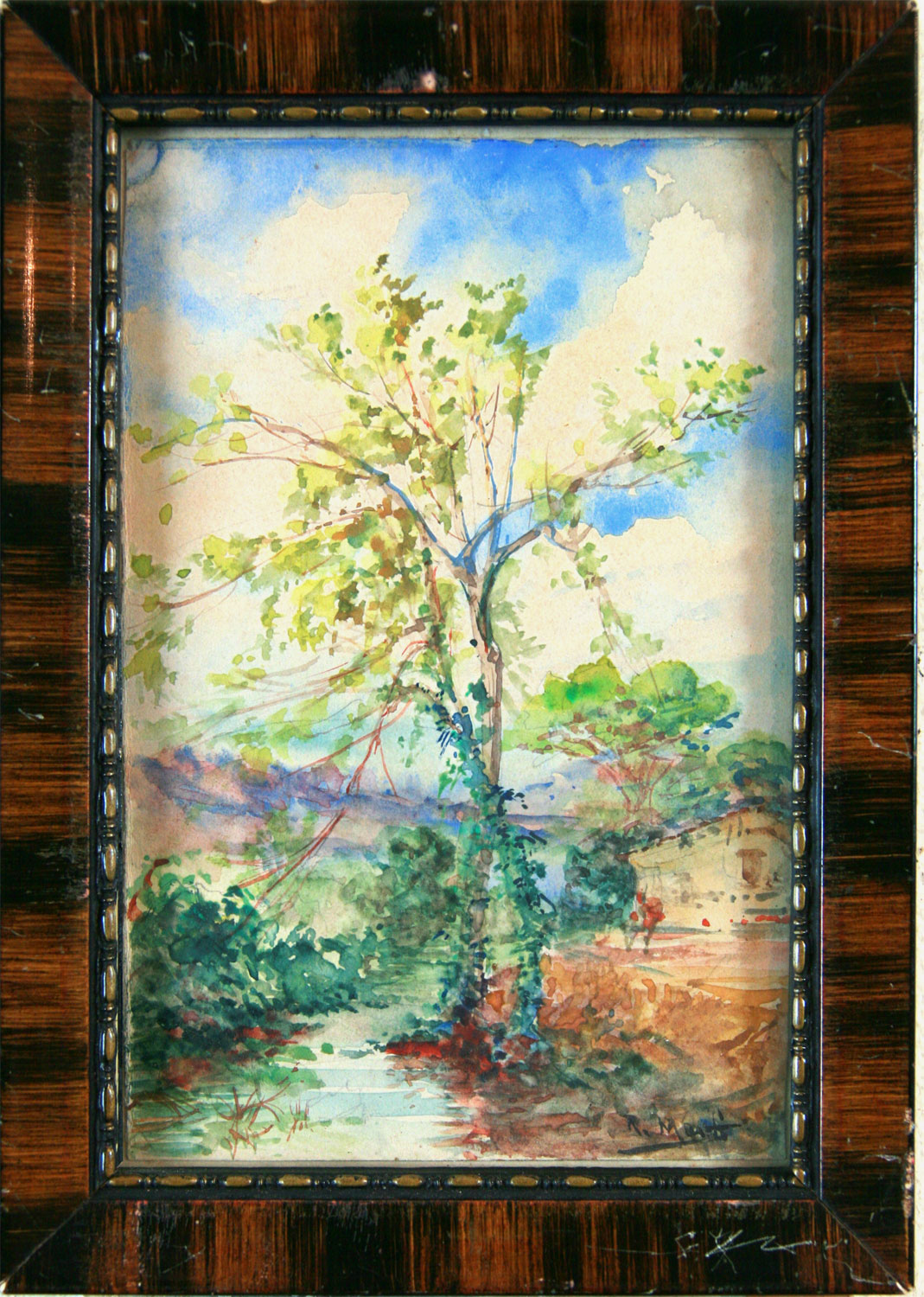
Sense títol. Natura
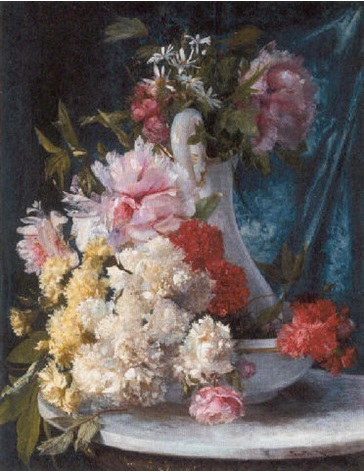
Flores de verano en un jarrón de cristal